# Djupviken (småort)
Djupviken  är en småort i sydvästra delen av Umeå kommun. Djupviken ligger strax öster om Norrmjöle och söder om Kläppsjön. 